# Estación de King's Cross
La estación de Kings Cross, o de King's Cross es una de las estaciones de ferrocarril de Londres, Reino Unido.
Inmediatamente al oeste de la estación se encuentra la estación de St Pancras. Ambas estaciones funcionan de forma completamente independiente, pero son tan próximas que pueden ser entendidas como un único complejo donde realizar transbordos. Comparten la estación de metro de King's Cross-St Pancras.

## Situación
La estación se halla en el barrio de King's Cross al nordeste del centro de la ciudad, distrito de Camden. Y a su lado está la Estación de St. Pancras.
Al oeste de la estación de Kings Cross se encuentran, por este orden, la estación de St. Pancras, el nuevo edificio de la Biblioteca Británica y la estación de Euston, todas a varios minutos andando. La actual estación de King's Cross Thameslink se halla al este, también muy próxima.
En una zona justo al norte de las estaciones de Kings Cross y St. Pancras se ha construido la nueva terminal del enlace ferroviario del túnel del canal (Channel Tunnel Rail Link), la línea de alta velocidad que une Londres con París a través del túnel que pasa bajo el Canal de la Mancha. Los trenes Eurostar que prestan este servicio llegan a la nueva estación desde 2007, en la segunda fase del proyecto del ferrocarril del túnel del canal.
En los últimos años se han hecho esfuerzos por regenerar la zona, con la construcción de nuevos hoteles y zonas de oficinas.

## Servicios ferroviarios

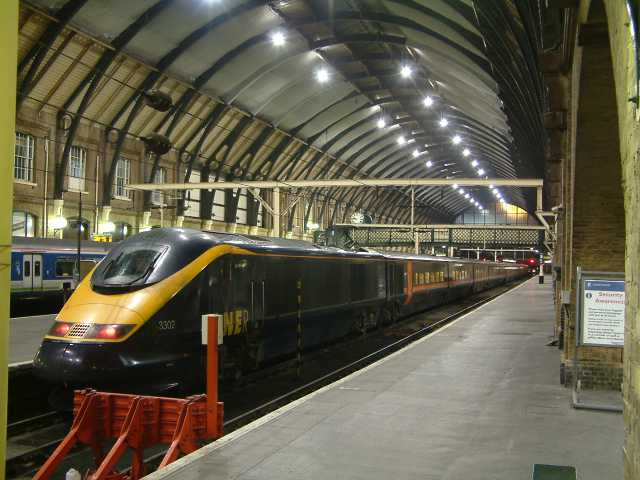
Un tren GNER en la estación de Kings Cross lleva el nombre de "White Rose" (Rosa Blanca), en honor al símbolo tradicional de Yorkshire.

Desde esta estación se prestan servicios que unen Londres con diferentes localidades del este y nordeste de Inglaterra y de Escocia, tales como Cambridge, Peterborough, Leeds, York, Darlington, Durham, Newcastle, Edimburgo, Dundee y Aberdeen. Kings Cross también incluye una importante estación del metro de Londres, conocida como estación de Kings Cross St. Pancras, uno de los principales intercambiadores de la red de metro.
A fecha de 2018, cuatro compañías ferroviarias operan servicios regulares:
- London North Eastern Railways (LNER) - Servicios interurbanos y de alta velocidad, en la línea principal de la Costa Este (East Coast Main Line).
- Thameslink  - trenes regionales a Cambridge y King's Lynn, servicios de cercanías al norte de Londres, y a Hertfordshire, Bedfordshire y Peterborough.
- Hull Trains - servicios interurbanos y de alta velocidad a Hull por la línea principal de la Costa Este.
- Grand Central - servicios interurbanos y de alta velocidad a Bradford y Sunderland por la línea principal de la Costa Este.

## Historia
El nombre inglés del barrio, la cruz del rey, procede de un antiguo monumento al rey Jorge IV de Inglaterra.
Una leyenda popular afirma que la estación se encuentra en el emplazamiento original de la batalla final de Boudicca. También se dice que su cuerpo podría estar enterrado en el terreno ocupado por la estación.
La estación de Kings Cross fue ideada y construida en un principio como centro de operaciones de la compañía Great Northern Railway (Gran Ferrocarril del Norte) y como terminal de la línea principal de la Costa Este. Fue diseñada por Lewis Cubitt y su construcción duró dos años, entre 1851 y 1852, en el emplazamiento de un antiguo hospital para enfermos de fiebres y viruela. Cubitt resolvió la estructura de ladrillo prácticamente sin adornos. Su fachada consistía en una torre central situada entre dos grandes arcos que reproducían las dos bóvedas de cañón de vidrio y hierro que había detrás de ellos. Se trataba de un tipo de construcción para el que no existían modelos previos o alguna tipo de plantilla.
El resultado es uno de los primeros edificios victorianos más satisfactorios de Londres y de toda Inglaterra. La parte principal de la estación, que en la actualidad incluye los andenes del 1 al 8, fue abierta al público el 14 de octubre de 1852. La primera era de lo que podría llamarse arquitectura ferroviaria llegó cuando en 1840 aumentó el número de viajeros y fueron necesarias nuevas estaciones que albergaran salas en las que poder descansar, refrescarse, y protegerse de las condiciones climáticas.
Los andenes han sido reestructurados varias veces. Originalmente había sólo un andén de salidas y otro de llegadas (los actuales andenes 1 y 8). En años posteriores, con el crecimiento del tráfico ferroviario, se habilitaron nuevos andenes, reduciendo el tamaño y la fastuosidad de los originales. El edificio secundario que alberga actualmente los andenes 9, 10 y 11 se remonta a esa época.
En 1987 se produjo el llamado "incendio de Kings Cross" (Kings Cross fire), en el que murieron 31 personas. Dicho incendio ocurrió en realidad en la estación de St. Pancras.

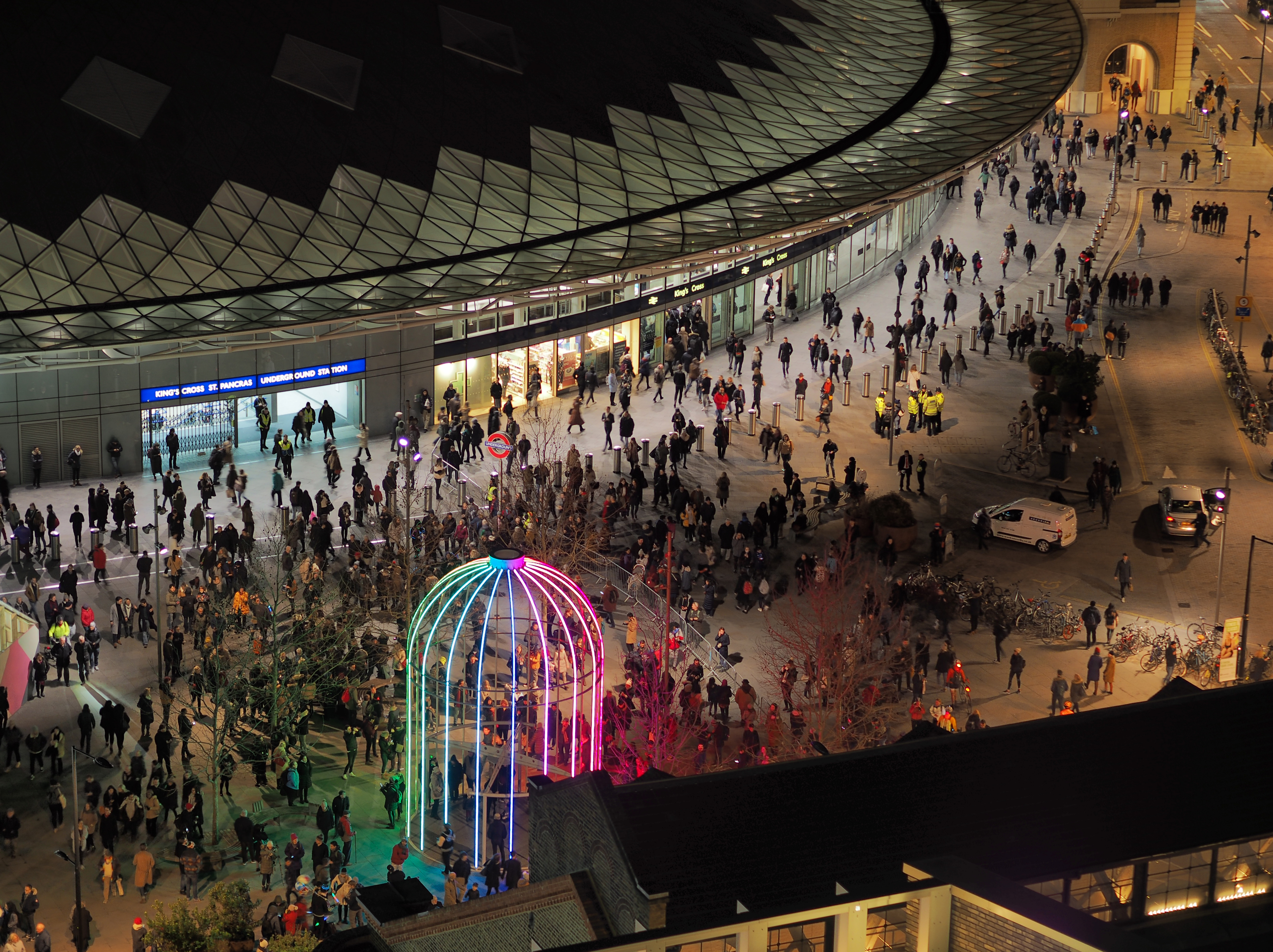
Exterior de la estación en la década de 2010

El 7 de julio de 2005, se produjo un atentado terrorista, en el que explotó una bomba en la estación del metro y otra en un autobús de dos pisos cerca de la estación.

## King's Cross en la ficción

### Harry Potter

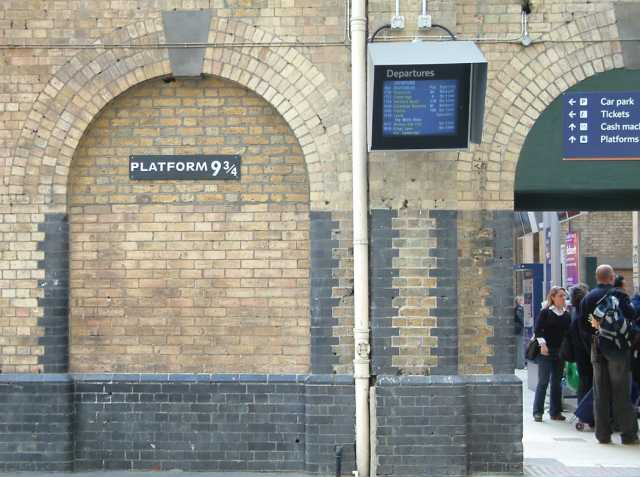
La señal del andén 9¾ a menudo provoca aglomeraciones debidas a los turistas y aficionados de los libros de "Harry Potter" que se acercan a fotografiarlo.

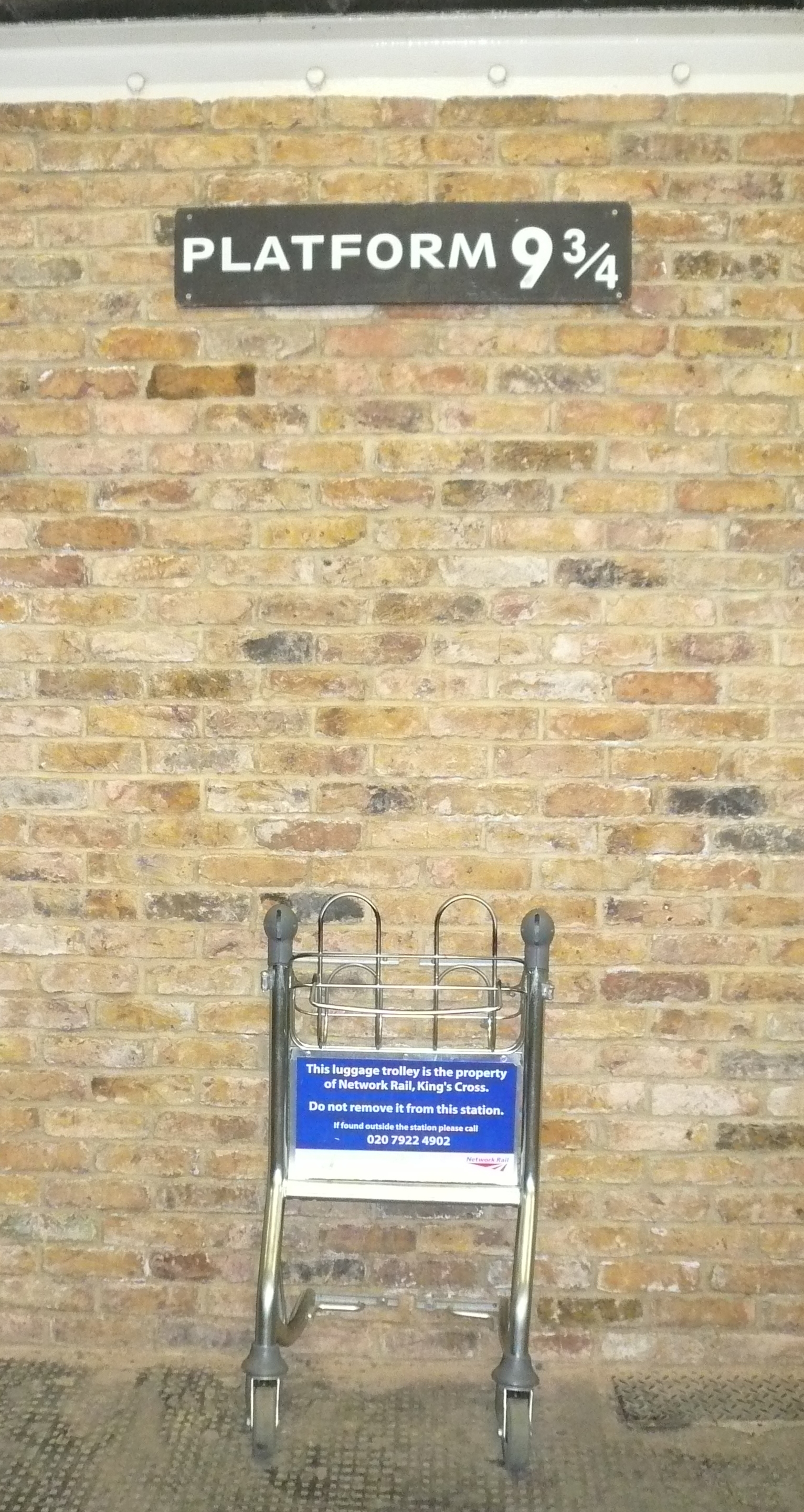
Carrito portaequipaje en el andén 9¾.

Kings Cross aparece en los libros de Harry Potter, de J. K. Rowling, como el punto de partida del Expreso de Hogwarts. El tren utiliza un andén secreto, el 9¾, situado entre los andenes 9 y 10.
Paradójicamente, los andenes 9 y 10 se encuentran en un edificio secundario separado del principal y están el uno frente al otro con las vías del tren en medio. Al parecer, Rowling pretendía que ese andén secreto estuviera en la parte principal de la estación pero confundió los números de los andenes. En una entrevista concedida en el año 2001 reconoció que realmente había confundido la estación de King's Cross con la de Euston, lo cual explica la confusión en los números de los andenes.
En las películas basadas en los libros, la estación principal de Kings Cross sirvió para el rodaje con los andenes 4 y 5 renumerados como 9 y 10. En la película Harry Potter y la cámara secreta, se utilizó el exterior de la vecina estación de St. Pancras, dada la estética mucho más llamativa de la fachada gótica de ésta. En la actualidad, en reconocimiento a la fama que la serie de Harry Potter ha dado a la estación, se ha instalado una señal en hierro forjado del "Andén 9¾" sobre una pared del edificio secundario en el que se hallan los andenes auténticos 9 y 10. También hay un carrito portaequipaje que parece que está a medio atravesar la pared, en referencia a la obra, en la que para acceder al susodicho andén hay que atravesar la pared.

Estación King Cross

El 1 de septiembre de 2017 se inauguró una tienda de recuerdos frente a la plataforma 9 3/4 en Kings Cross. Este lugar se convirtió en uno de los más visitados de todo Londres ya que una gran cantidad de fanáticos de todas partes del mundo van hasta ahí con el fin de tomarse una fotografía con la tan afamada plataforma.

### Otras obras de ficción
La novela Transit de la serie de televisión británica de Doctor Who presenta Kings Cross como uno de los principales centros neurálgicos de un sistema de tráfico interplanetario basado en el metro de Londres.
En los programas infantiles de la televisión británica en los que aparecía la marioneta Roland Rat, se decía que Roland vivía en las alcantarillas bajo la estación de Kings Cross.
La película del ya fallecido director Anthony Minghella, Breaking and Entering, de 2006, protagonizada por Jude Law, Juliette Binoche y Robin Wright Penn se desarrolla en el londinense barrio de King's Cross, sobre el que se pretende realizar un ambicioso proyecto de remodelación.
En la historia Gordon Goes Foreign de “The Railway Series”, se menciona en varias ocasiones donde el personaje titular asegura que visitó la estación cuando era joven.

## Ortografía
El nombre se puede encontrar escrito con y sin apóstrofo:
- Kings Cross es el nombre de la zona, tal como confirman las guías de estilo inglesas y el uso habitual.
- King's Cross es el nombre "oficial" que aparece en la señalización de las estaciones de ferrocarril interurbano y de metro, así como en los mapas de las rutas de metro.
- Sin embargo, Kings Cross es la apelación "oficial" en las bases de datos de horarios de trenes, y se utiliza en numerosas páginas de Internet sobre servicios ferroviarios. La página oficial de Network Rail, compañía británica que gestiona las vías férreas, usa desde 2004 la forma "King's Cross" ().